# Manzuma
Genre
Manzuma est un genre d'araignées aranéomorphes de la famille des Salticidae.

## Distribution
Les espèces de ce genre se rencontrent en Afrique subsaharienne et au Yémen.

## Liste des espèces
Selon World Spider Catalog (version 21.0, 19/03/2020) :
- Manzuma botswana Azarkina, 2020
- Manzuma jocquei (Azarkina, Wesołowska & Russell-Smith, 2011)
- Manzuma kenyaensis (Dawidowicz & Wesołowska, 2016)
- Manzuma lymphus (Próchniewicz & Hęciak, 1994)
- Manzuma nigritibiis (Caporiacco, 1941)
- Manzuma petroae Azarkina, 2020
- Manzuma tanzanica Azarkina, 2020

## Publication originale
- Azarkina, 2020 : Manzuma gen. nov., a new aelurilline genus of jumping spiders (Araneae, Salticidae). European Journal of Taxonomy, no 611, p. 1-47 (texte intégral).